# Temnothorax hyrcanus
Temnothorax hyrcanus (лат.) — вид мелких муравьёв рода Temnothorax (подсемейство мирмицины). Редкий социальнопаразитический муравей.

## Распространение
Закавказье: Азербайджан.

## Описание
Мелкие мирмициновые муравьи (длина тела около 3 мм). Глаза крупные, расположены в среднебоковой части головы. Стебелёк между грудкой и брюшком состоит из двух члеников: петиолюса и постпетиолюса (последний четко отделен от брюшка), жало развито, куколки голые (без кокона). Заднегрудка с 2 проподеальными шипиками. Брюшко гладкое и блестящее. По общему габитусу сходны с муравьями рода Leptothorax и Temnothorax, социальными паразитами которых они и являются.

## Систематика
Вид был впервые описан в 2010 году российским энтомологом Д. А. Дубовиковым (Санкт-Петербург) и украинским мирмекологом А. Г. Радченко (Киев).
В 2014 году в ходе ревизии подсемейства мирмицины было предложено синонимизировать род Chalepoxenus с родом Temnothorax, в связи с чем вид Chalepoxenus hyrcanus был переименован в Temnothorax hyrcanus.